# شب نیلوفری
شب نیلوفری، نام یک آلبوم استودیویی از ابی است که در ۲۱ آگوست ۲۰۰۳ (۳۰ مرداد ۱۳۸۲ ه‍. ش) توسط کلتکس رکوردز، منتشر شد. این آلبوم دارای ۷ ترانه روی سی‌دی می‌باشد.

## فهرست ترانه‌ها∗
متن همهٔ ترانه‌ها توسط ایرج جنتی عطایی نوشته و موسیقی همهٔ آنها توسط سیاوش قمیشی ساخته شده‌است.
| شماره | نام                  | مدت  |
| ----- | -------------------- | ---- |
| ۱.    | «درخت»               | ۶:۵۰ |
| ۲.    | «تحمّل کن»            | ۴:۴۱ |
| ۳.    | «وقتی تو گریه می‌کنی» | ۵:۱۷ |
| ۴.    | «شب نیلوفری»         | ۴:۰۹ |
| ۵.    | «چیزی بگو»           | ۵:۳۲ |
| ۶.    | «تندیس»              | ۴:۴۲ |
| ۷.    | «سیاه‌پوش‌ها»          | ۵:۰۳ |

^ تنظیم همهٔ آهنگ‌های آلبوم شب نیلوفری توسط استیو مک‌کرام انجام شده‌است.

## دربارهٔ آلبوم
- در سال ۱۳۸۱ سیاوش قمیشی در پی تهیه و اجرای آلبوم شب نیلوفری برای ابی دچار اختلاف نظراتی با ابی شد که نهایتاً منجر به قطع همکاری‌های این دو هنرمند گردید. سیاوش قمیشی فقط سازندهٔ ملودی‌های آلبوم شب نیلوفری بود و در دیگر کارهای تهیهٔ این آلبوم حضور و نظارت نداشت. در نتیجه طی ضبط آلبوم شب نیلوفری، سیاوش قمیشی در استودیو حضور نداشت و بر خلاف آلبوم ستاره‌های سربی، سیاوش قمیشی همه کارهٔ این آلبوم نبود. لازم است ذکر شود که سیاوش قمیشی تاکنون ۲۷ آهنگ برای ابی ساخته‌است و از این رو، ابی در میان خوانندگان بیشترین تعداد از آهنگ‌های سیاوش قمیشی را خوانده‌است. ابی و سیاوش همچنان رابطهٔ دوستانه‌ای با یکدیگر دارند.